# Ophiopsila aranea
Ophiopsila aranea is een slangster uit de familie Ophiocomidae. De wetenschappelijke naam van de soort werd in 1843 gepubliceerd door Edward Forbes. De soort werd door hem verzameld in de Egeïsche Zee, en hij creëerde er het nieuwe geslacht Ophiopsila voor.

## Beschrijving
Ophiopsila aranea is een grote slangster met lange gestreepte armen die in spleten leeft. De armen zijn gestreept met licht- en donkerbruin en er is een netvormig gevlekt patroon van bruin op de schijf. De armstekels zijn afgeplat en gerangschikt in groepen van 6 à 8 stuks. De tentakelschubben zijn korter dan die van Ophiopsila annulosa maar toch uitzonderlijk groot. Het centrale lichaam heeft een diameter van 10 mm met armen die ongeveer 9 keer de schijfdiameter zijn.

## Verspreiding en leefgebied
Deze slangster is gerapporteerd vanuit de Egeïsche Zee, de oostelijke Middellandse Zee en aan de Atlantische kusten zo ver noordelijk als Groot-Brittannië en Ierland. In Groot-Brittannië alleen geregistreerd vanuit het zuidwesten inclusief de Mewstone bij Plymouth en Noord-Cornwall. Ook bekend van de Baai van Galway aan de westkust van Ierland. Deze soort leeft in spleten en strekt de lange armen uit in het water. Wordt gevonden op een diepte van 20 tot 40 meter in de sublitorale zone.